# Emma Willard
Emma Willard (Berlin, 23 febbraio 1787 – Troy, 15 aprile 1870) è stata un'attivista e educatrice statunitense.

## Biografia
Attivista dei diritti civili statunitensi, dedicò la sua vita all'insegnamento e alla crescita culturale delle donne del suo paese. Fondò, nel 1814, la prima scuola superiore riservata allo studio femminile a Troy, nello stato di New York, intitolato alla sua memoria nel 1895.
Nel 1905 venne inserita nella Hall of Fame for Great Americans con sede a New York.